# Barringtonia sarawakensis
Barringtonia sarawakensis är en tvåhjärtbladig växtart som beskrevs av Pranom Chantaranothai. Barringtonia sarawakensis ingår i släktet Barringtonia och familjen Lecythidaceae. Inga underarter finns listade i Catalogue of Life.